# Katharinenhof Kranenburg

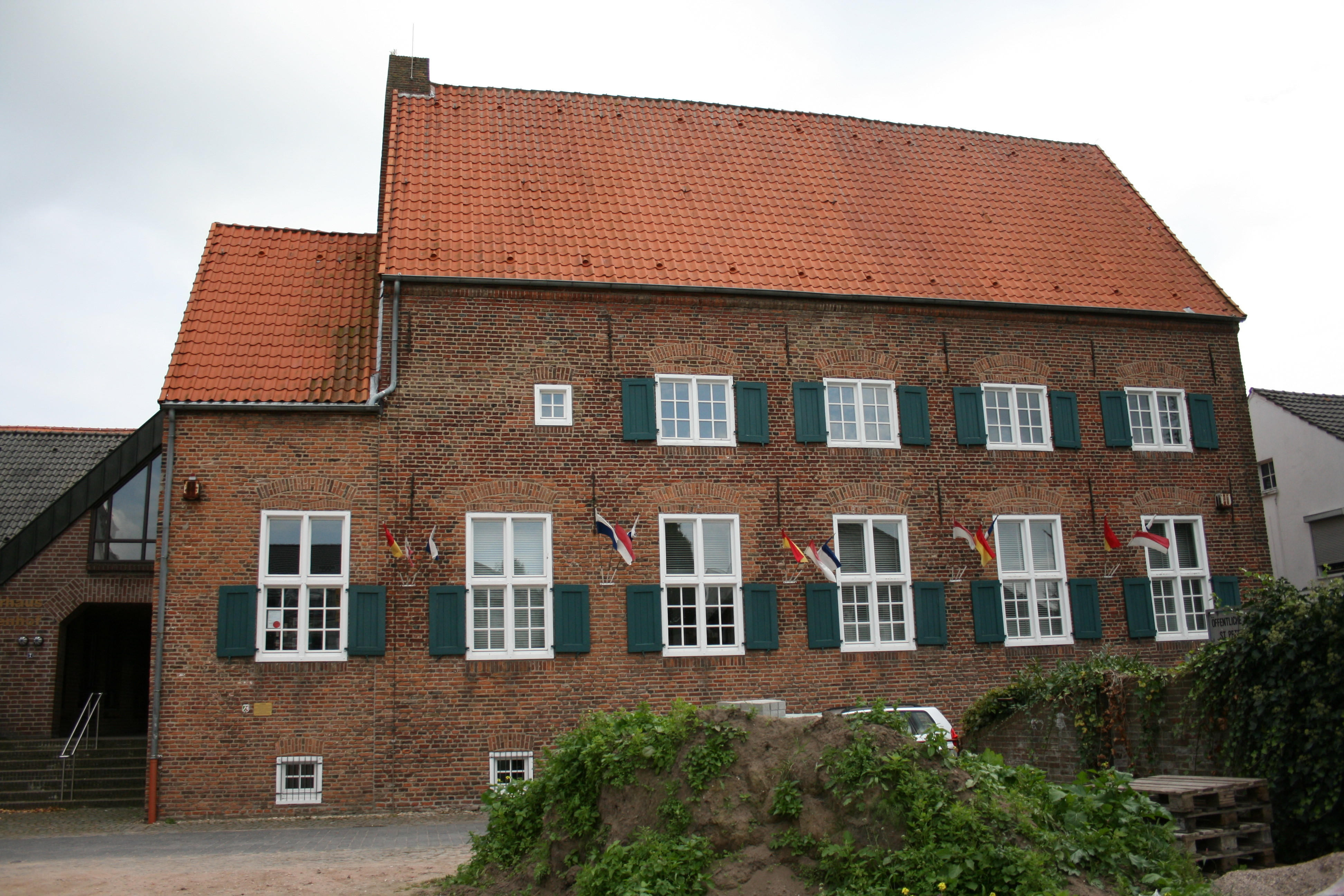
Das Konventsgebäude des Katharinenhofs

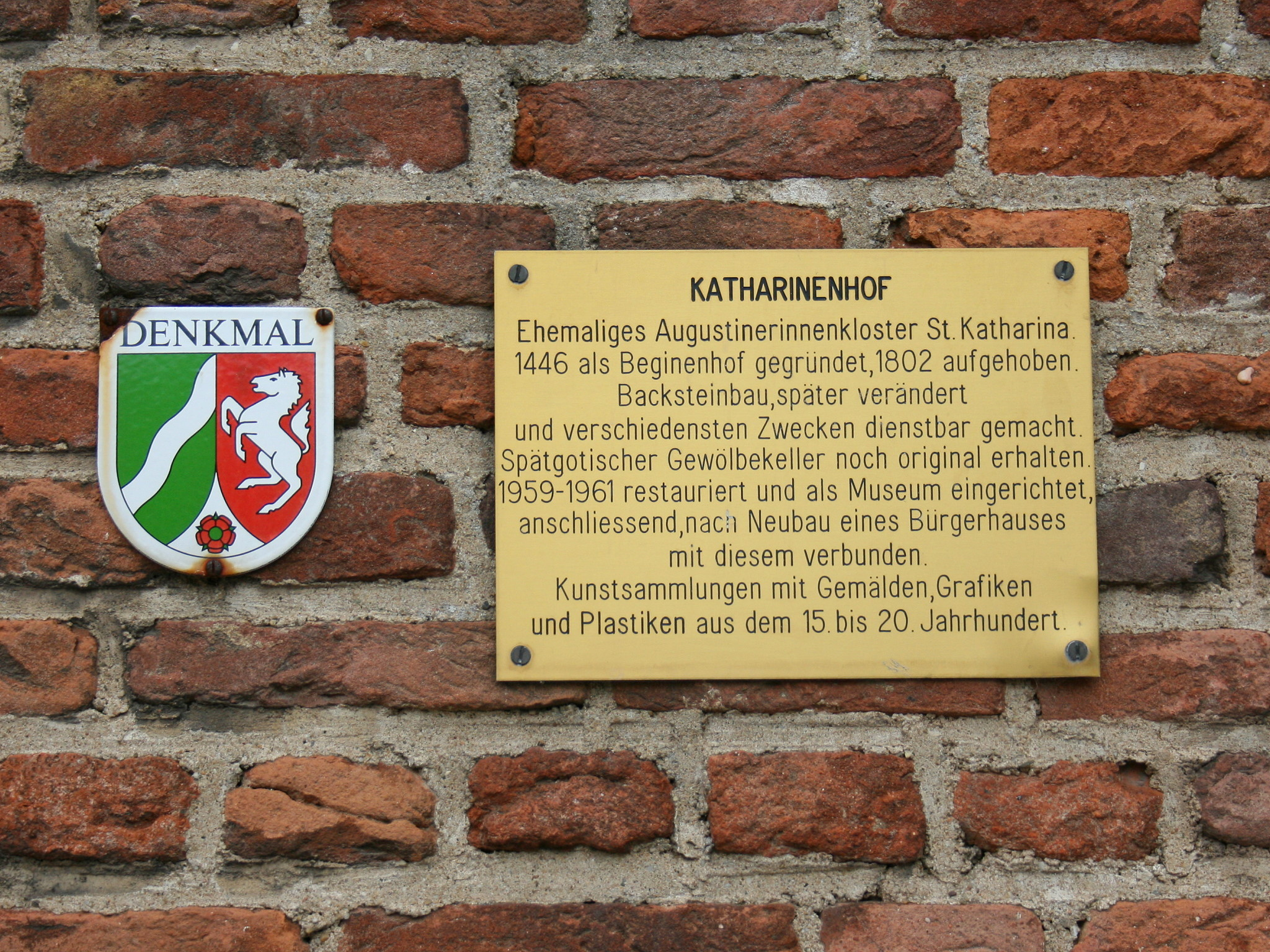
Kennzeichnung als Denkmal und Kurzbeschreibung an der Außenmauer des Katharinenhofs

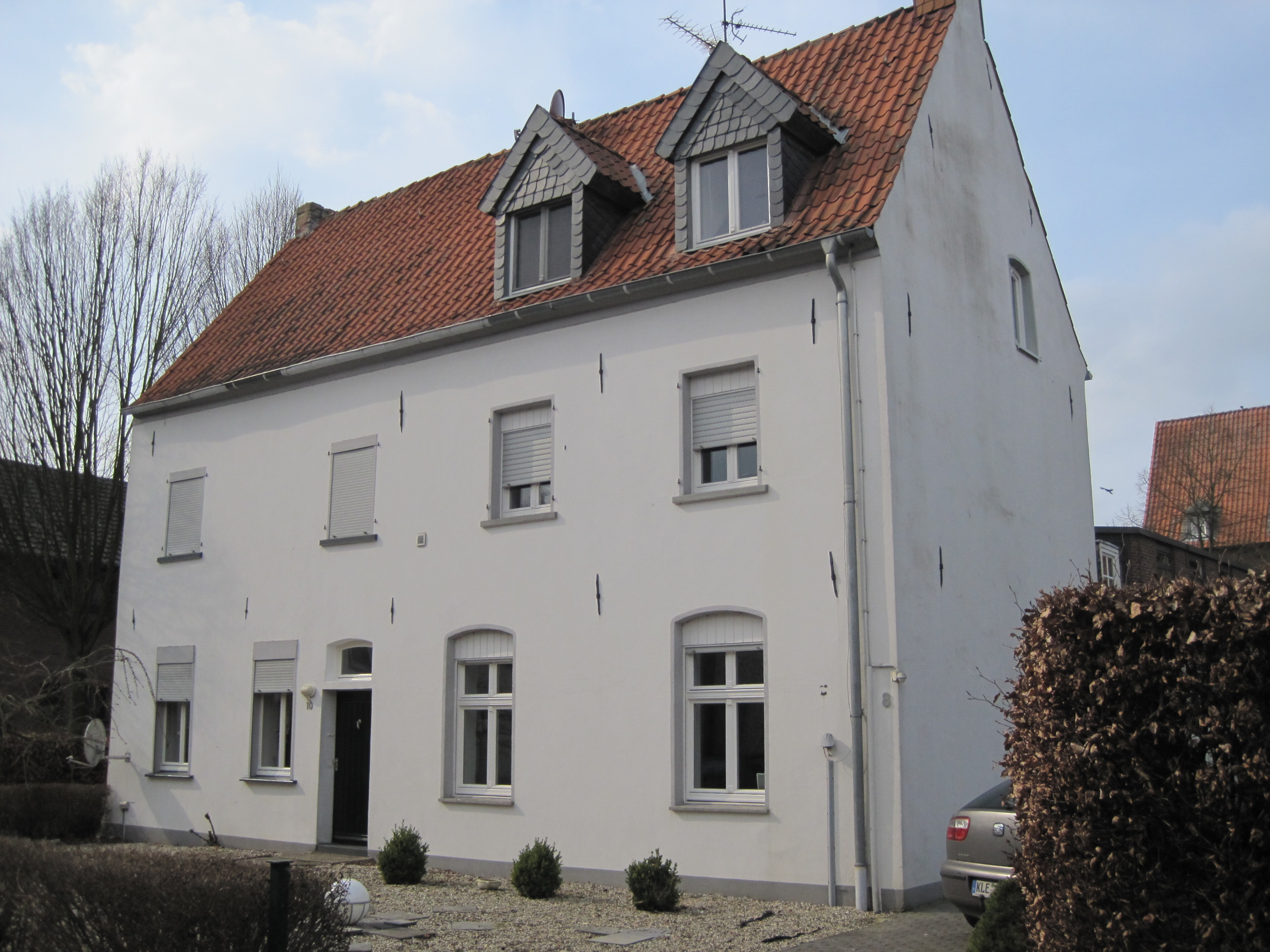
Ehemaliges Rektorenhaus

Der Kranenburger Katharinenhof beherbergte von 1446 bis 1802 einen Schwesternkonvent. Nach verschiedenen Zwischennutzungen dienen die Gebäude seit 1961 als Museum.

## Geschichte

### Schwesternkonvent
1445 stiftete Henrik Housteen, Küchenmeister des Klever Herzogs, dem Schwesternkonvent in Kleve ein Haus an der Mühlenstraße in Kranenburg zur Gründung einer Zweigniederlassung, die mit herzoglicher Genehmigung im Jahr darauf eingerichtet wurde. 1472 nahmen die Kranenburger Schwestern die Augustinusregel an. 1802 wurde das Katharinen-Kloster säkularisiert.

### Nutzung nach 1802
Nach der Aufhebung des Konvents dienten die Klostergebäude zeitweise polizeilichen Zwecken und wurden schließlich zum Schulgebäude hergerichtet. Während des Dritten Reichs beherbergten sie einen Kindergarten der Nationalsozialistischen Volkswohlfahrt. Nach dem Zweiten Weltkrieg diente das nur leicht beschädigte alte Konventsgebäude mehrere Jahre als Notkirche. 1959/60 wurde es gründlich renoviert.
Seit 1961 ist hier das Museum Katharinenhof untergebracht, das vom Verein für Heimatschutz 1922 e. V. Kranenburg betrieben wird. Durch den Anbau des 1984 eröffneten Bürgerhauses Katharinenhof konnte die Ausstellungsfläche des Museums erweitert werden.